# Ćalije
Ćalije (en serbe cyrillique : Ћалије) est un quartier de Belgrade, la capitale de la Serbie. Il est situé dans la municipalité de Palilula. En 2002, il comptait 6 323 habitants.

## Localisation
Ćalije est le quartier le plus méridional de la municipalité de Palilula. Il est situé dans la partie occidentale du Višnjičko polje et s'étend le long du Mirijevski Bulevar, sur les deux rives du Mirijevski potok. Il est bordé par les quartiers de Karaburma et de Rospi Ćuprija au nord, par celui de Zvezdara à l'ouest et par celui de Mirijevo au sud.

## Caractéristiques
Ćalije est, pour l'essentiel, un quartier résidentiel. Son nom provient d'un mot turc, çali, qui signifie « l'arbuste ».

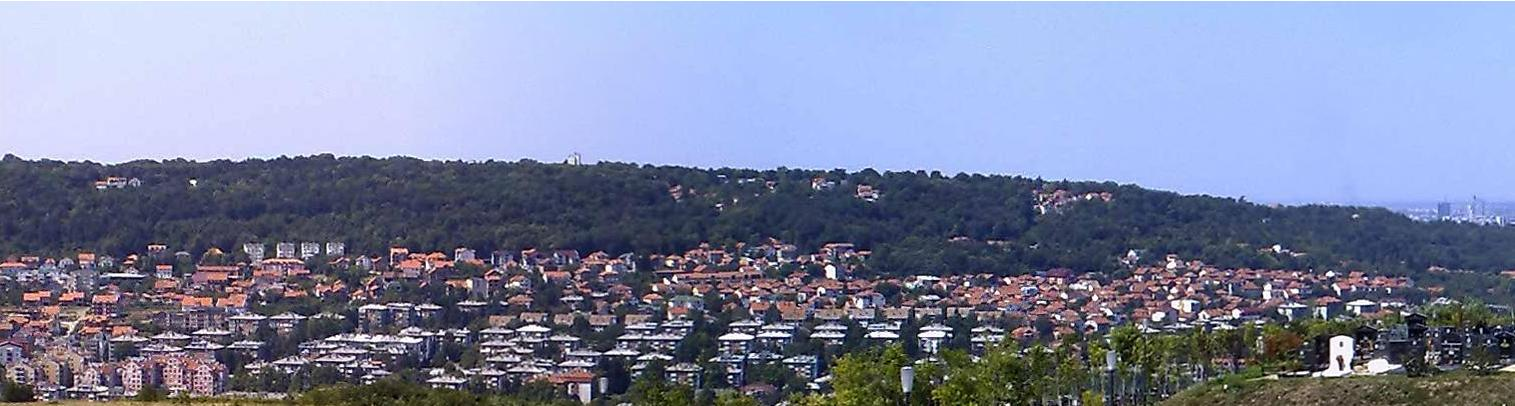
Vue du quartier de Ćalije